# فرانكي دارو
فرانكي دارو (بالإنجليزية: Frankie Darro)‏ مواليد 22 ديسمبر 1917 في شيكاغو - الوفاة 25 ديسمبر 1976 في هونتينغتون بيتش، الولايات المتحدة، هو ممثل أمريكي بدأ مسيرته الفنية سنة 1924. امتدت مسيرته الفنية لأكثر من 52 عاما.

## الأعمال
- باتمان
- بينوكيو

## روابط خارجية
- فرانكي دارو على موقع IMDb (الإنجليزية)
- فرانكي دارو على موقع ألو سيني (الفرنسية)
- فرانكي دارو على موقع أول موفي (الإنجليزية)
- فرانكي دارو على موقع قاعدة بيانات الأفلام السويدية (السويدية)
- فرانكي دارو على موقع إن إن دي بي (الإنجليزية)
- فرانكي دارو على موقع قاعدة بيانات الفيلم (الإنجليزية)
- فرانكي دارو على موقع كينوبويسك (الروسية)